# Xenomela
Xenomela is een geslacht van kevers uit de familie bladkevers (Chrysomelidae).
De wetenschappelijke naam van het geslacht werd in 1884 gepubliceerd door Julius Weise.

## Soorten
- Xenomela ballioni Lopatin, 1989
- Xenomela belousovi Lopatin, 1989
- Xenomela karatavica Lopatin, 1989
- Xenomela konstantinovi Lopatin, 1995
- Xenomela laevigata Lopatin, 1989
- Xenomela ovczinnikovi Lopatin, 1995